# Eduardo Montiel de la Cerda
Eduardo Montiel De la Cerda fue un militar y político nicaragüense que encabezó la llamada "Revolución Conservadora" contra el gobierno de Roberto Sacasa Sarria, nombrado comandante general del "Ejército Restaurador del Orden" actuó como presidente de Nicaragua en disidencia desde el 28 de abril hasta el 31 de mayo de 1893.

## Reseña biográfica
Nacido el 9 de abril de 1835 en Granada y fallecido en 1900 en la misma ciudad.
Casado con Mercedes Vega Vega, fueron sus padres Eduardo Montiel Argüello (descendiente del Adelantado de Costa Rica) y Petronila De la Cerda y Aguilar, hermana de Manuel Antonio de la Cerda, el primer Jefe del Estado de Nicaragua.

## Vida política
Encabezó junto con Joaquín Zavala Solís y Agustín Avilés, el levantamiento militar en Granada conocido como "Revolución Conservadora" -que tuvo a Masaya como teatro principal- contra el gobierno de Roberto Sacasa Sarria, que inició el 28 de abril de 1893 y terminó el 1 de junio con la renuncia del presidente Sacasa y el reconocimiento del senador Salvador Machado Agüero, un conservador de origen neosegoviano, como presidente interino.
Nombrado comandante general del "Ejército Restaurador del Orden" emite órdenes militares de reconocimientos de grados militares a los revolucionarios, que incluyen al liberal José Santos Zelaya.
El 18 de mayo encabeza la "Junta de Gobierno Revolucionario" integrada además por Joaquín Zavala y José Santos Zelaya, siendo uno de los firmante del acuerdo de paz conocido como "Pacto de Sabanagrande" del 31 de mayo que reconoció la presidencia interina del senador Salvador Machado Agüero.
| Predecesor: Roberto Sacasa Sarria | Presidente de Nicaragua En disidencia 28 de abril - 31 de mayo de 1893 | Sucesor: Salvador Machado Agüero Interino |